# Hönningen (Hellenthal)
Hönningen ist ein Ortsteil der Gemeinde Hellenthal im Kreis Euskirchen, Nordrhein-Westfalen.
Der Ortsteil liegt am Dresberg und südöstlich von Hellenthal. Durch den Ort führt die Kreisstraße 79. Mit Büschem hat das Dorf eine gemeinsame Bebauung.
Einst lag hier ein Hof der Herrschaft Wildenburg.
Die VRS-Buslinie 838 der RVK verbindet den Ort, überwiegend als TaxiBusPlus nach Bedarf, mit seinen Nachbarorten und mit Hellenthal.
| Linie | Verlauf |
| ----- | --- |
| 838   | MiKE (außer im Schülerverkehr): Hellenthal Busbf – Blumenthal – Dommersbach – Kammerwald – Reifferscheid – (Hönningen/Büschem – Dickerscheid – Oberreifferscheid – Hahnenberg –) Wiesen Abzw – (Haus Eichen – Wahld – Hescheld –) Sieberath – Kradenhövel – Unterwolfert – (Unterdalmerscheid – Oberdalmerscheid –) Oberwolfert – Wittscheid – Zehnstelle – Grube Wohlfahrt – Rescheid – Giescheid – Rescheid – Schwalenbach – Kamberg – Schwalenbach – Schnorrenberg (– Neuhaus) |

Wegekapelle Maria Friedenskönigin
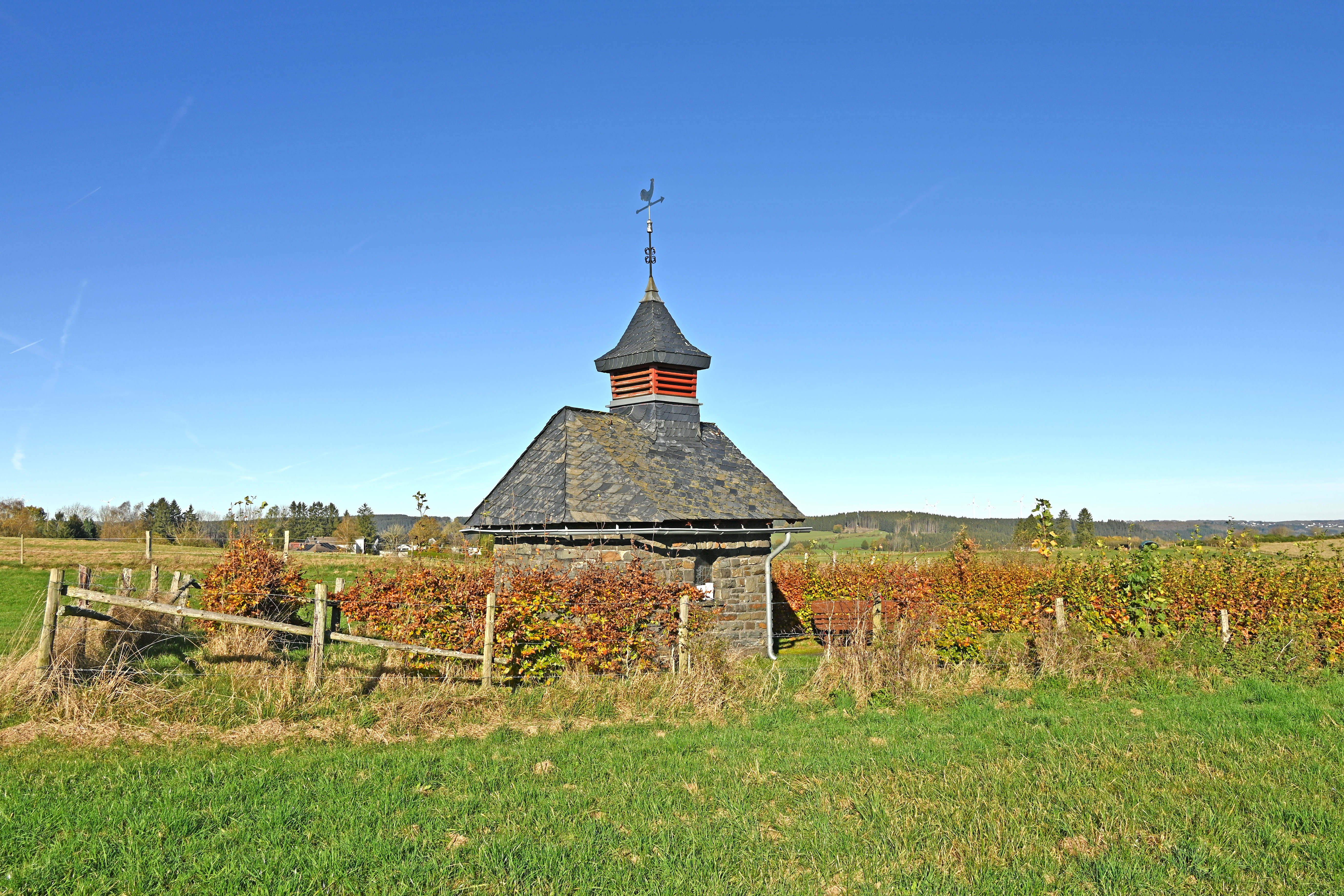
Wegekapelle
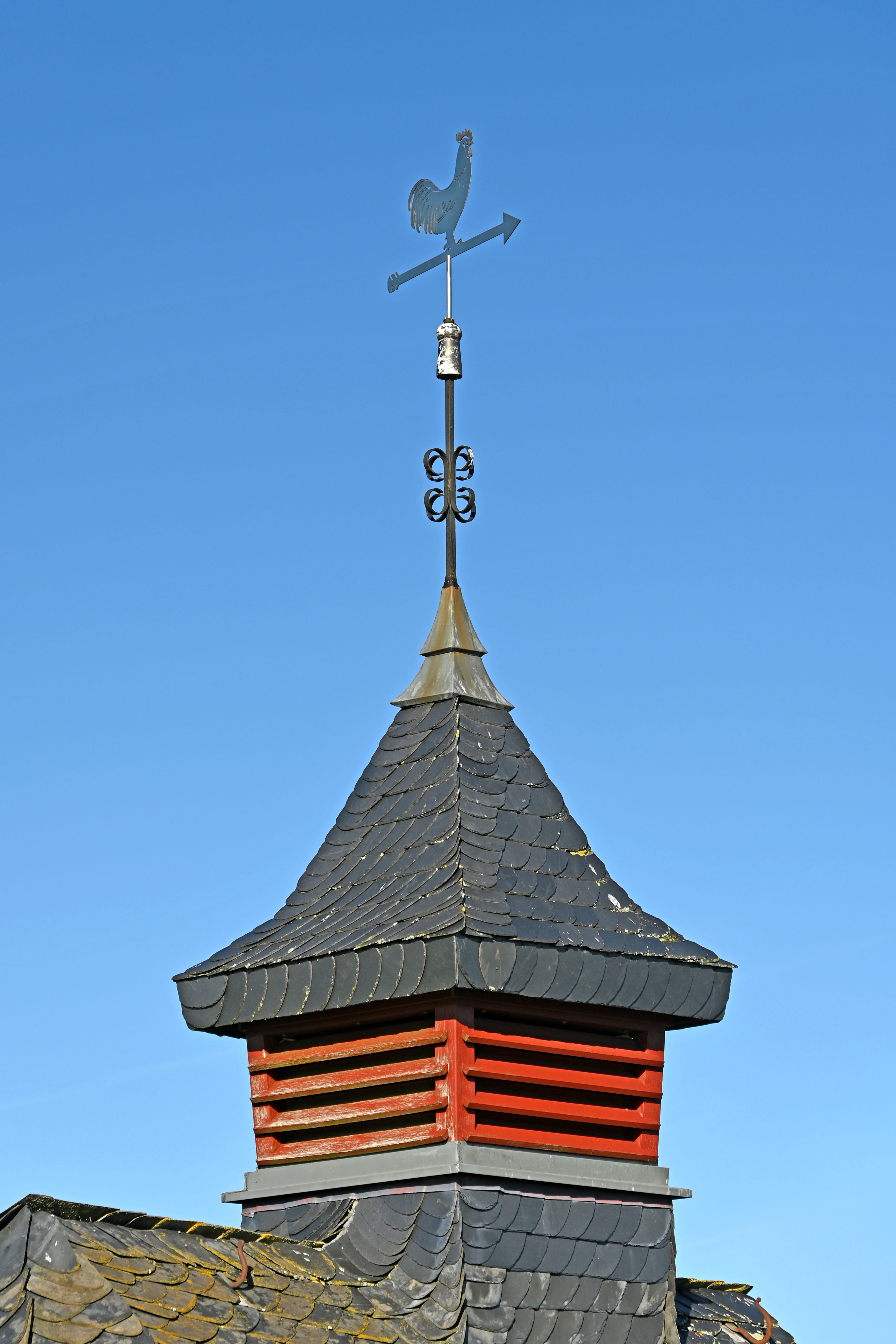
Dachreiter
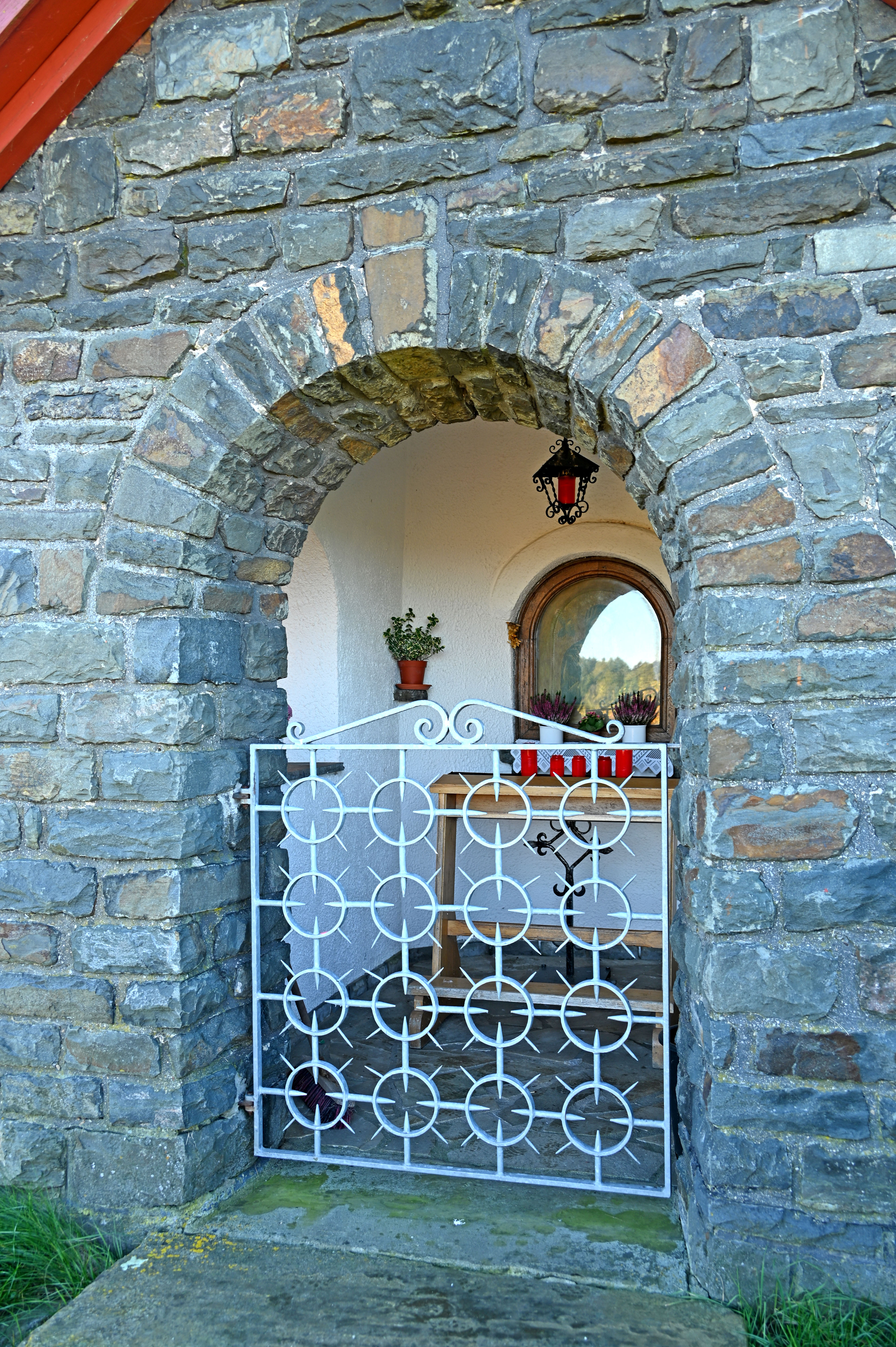
Eingang
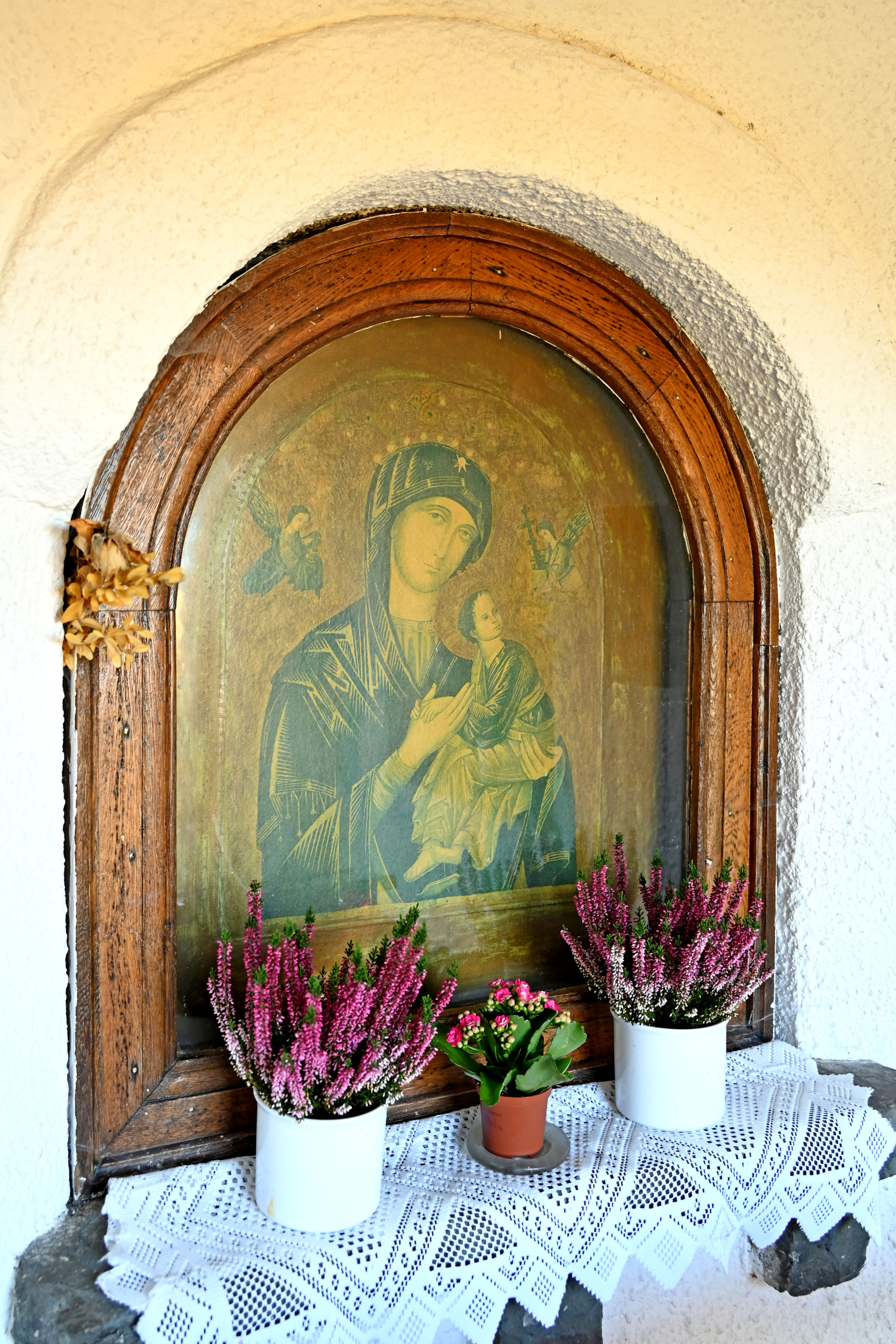
Marienbild
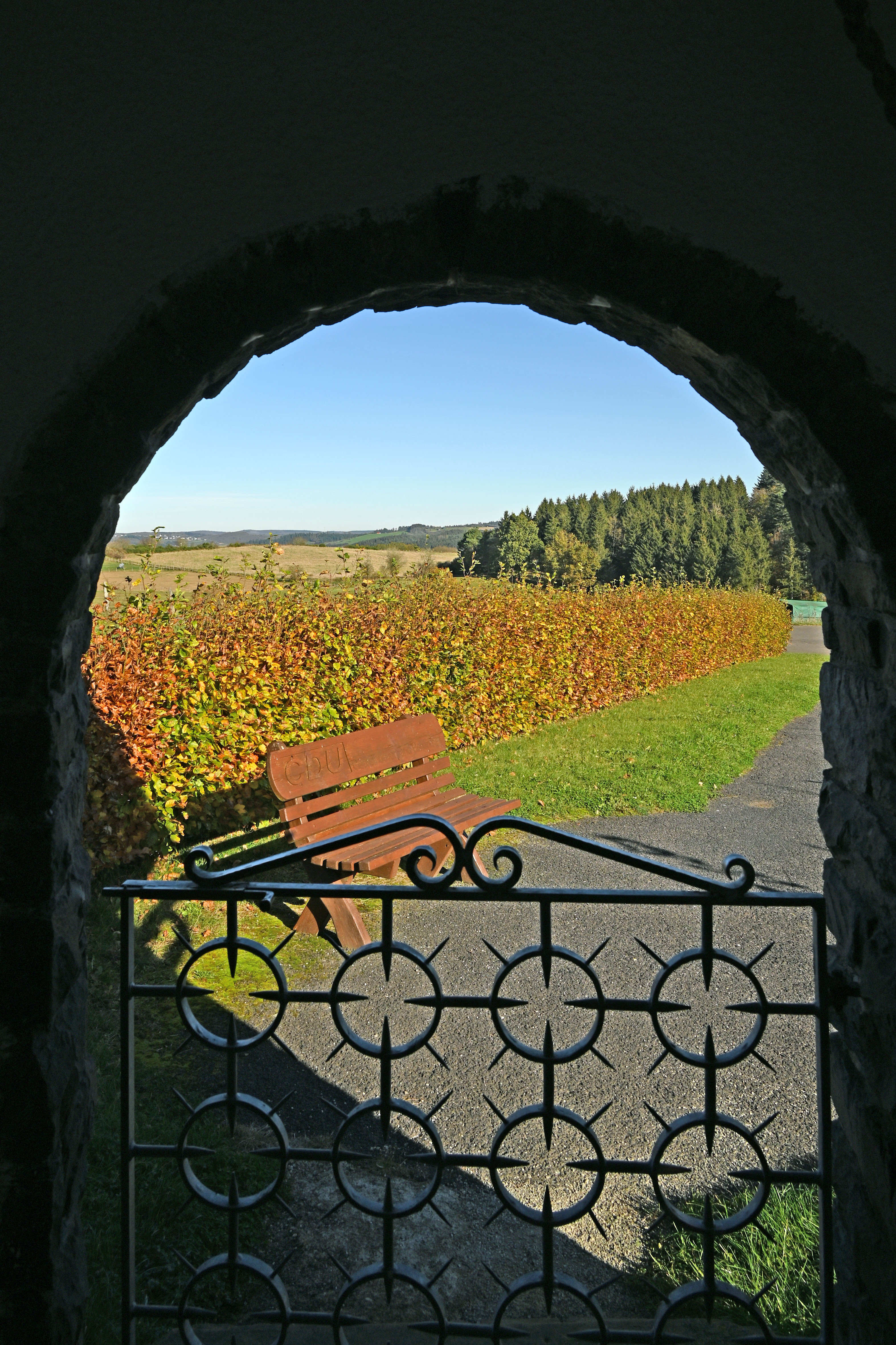
Ausblick
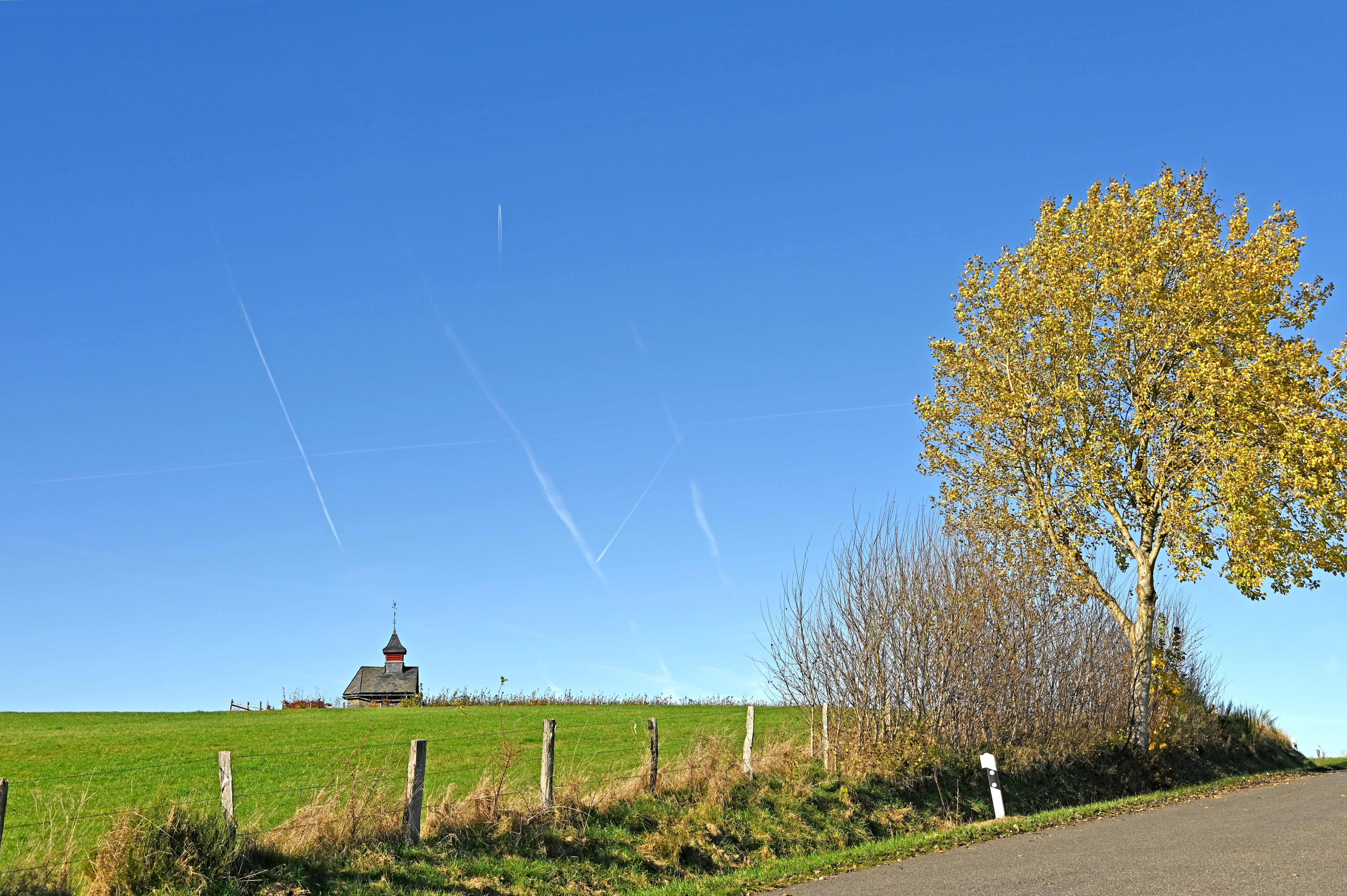
'Am Hillijehüsje'